# Аравійська нафтогазоносна провінція
Аравійська нафтогазоносна провінція — одиниця нафтогазогеологічного районування першого рангу регіонального рівня. Розташована в межах Аравійської плити і охоплює території Саудівської Аравії, Катару, Бахрейну, Кувейту, Південно-західного Іраку, Абу-Дабі, Дубаю і Оману. Загальна площа провінції становить близько 160 тисяч км².

## Історія вивчення
Перше родовище в межах провінції було відкрите нафтовою компанією American oil company в 1932 році на острові Бахрейн.

## Нафтогазогеологічне районування
- НГО Хаза
- Басра-Кувейтська НГО
- НГО Руб-ель-Халі

## Геологічна будова

### Тектоніка
у тектонічному відношенні провінція приурочена до Аравійської плити, що характеризується значною розчленованістю кристалічного фундаменту і різко вираженою блоковою тектонікою. Остання в плаформовому чохлі відображена значними за площею і амплітудою підняттями, переважно субмеридіонального простягання. З півночі на південь виділяються такі значні геоструктурні елементи:
- Басра-Кувейтська западина
- склепінне підняття Хаза
- западина Руб-ель-Халі

Ці структурні елементи охоплюють також акваторію Перської затоки. Вони відрізняються поміж себе фаціями і потужностями відкладів верхнього мезозою та кайнозою і є значними підняттями та опущеними елементами плити, що розділені поперечними розломами. Осадовий чохол складений відкладами палеозою (до 7 км) і мезозою (до 5,5 км). Фундамент докембрійський кристалічний.

## Родовища
Тут відкрито понад 200 родовищ нафти і газу (13 газових), в тому числі 70 великих і гігантських.